# 奇博洛
奇博洛是哥倫比亞的城鎮，位於該國北部，由馬格達萊納省負責管轄，距離首府聖瑪爾塔310公里，始建於1820年11月23日，面積619平方公里，海拔高度98米，2005年人口16,018。

## 外部連結
- （西班牙文） Gobernacion del Magdalena – Chibolo

10°01′34″N 74°37′16″W / 10.02611°N 74.62111°W